# Ca l'Iseta
Ca l'Iseta és una obra del Palau d'Anglesola (Pla d'Urgell) inclosa a l'Inventari del Patrimoni Arquitectònic de Catalunya.

## Descripció
Casa gran que assoleix el seu aspecte més característic a finals del segle passat. El sector més conservat i interessant de la casa és la part que toca la façana: en aquesta les estances es distribueixen simètricament en torna a la sala central i corredor. Aquesta sala i un quartet lateral tenen les parets i cel ras pintats amb orles florals i geomètriques. El mobiliari i l'ambient són d'època però no gaire de luxe.

## Història
Hi ha restes de celler a la planta baixa.
Segons la bibliografia, aquesta casa i cal Massot són edificis de l'antic Castell o Palau de la vila, refets al segle xviii.